# Макміллан (Вісконсин)
Макміллан (англ. McMillan) — місто (англ. town) в США, в окрузі Марафон штату Вісконсин. Населення — 2074 особи (2020).

## Демографія
Згідно з переписом 2010 року, у місті мешкало 1968 осіб у 709 домогосподарствах у складі 595 родин. Було 737 помешкань
Расовий склад населення:
| - 95,5 % — білих - 2,9 % — азіатів - 0,4 % — чорних або афроамериканців - 0,1 % — корінних американців |

До двох чи більше рас належало 0,6 %. Частка іспаномовних становила 0,7 % від усіх жителів.
За віковим діапазоном населення розподілялося таким чином: 25,2 % — особи молодші 18 років, 62,9 % — особи у віці 18—64 років, 11,9 % — особи у віці 65 років та старші. Медіана віку мешканця становила 44,7 року. На 100 осіб жіночої статі у місті припадало 101,8 чоловіків;  на 100 жінок у віці від 18 років та старших — 101,8 чоловіків також старших 18 років.
Середній дохід на одне домашнє господарство  становив 142 449 доларів США (медіана — 85 227), а середній дохід на одну сім'ю — 162 024 долари (медіана — 100 625). Медіана доходів становила 65 000 доларів для чоловіків та 50 500 доларів для жінок. За межею бідності перебувало 3,9 % осіб, у тому числі 4,9 % дітей у віці до 18 років та 5,9 % осіб у віці 65 років та старших.
Цивільне працевлаштоване населення становило 1087 осіб. Основні галузі зайнятості: освіта, охорона здоров'я та соціальна допомога — 38,1 %, виробництво — 16,0 %, роздрібна торгівля — 9,1 %, мистецтво, розваги та відпочинок — 6,5 %.